# Apfia

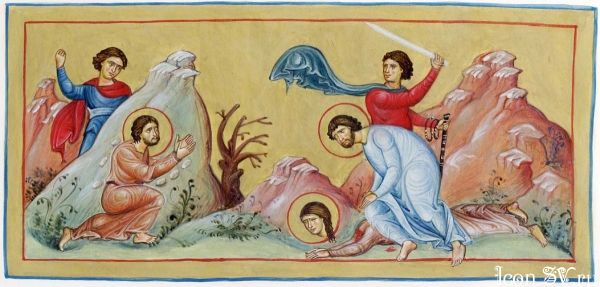
Filimon și Apfia

Apphia (în greacă Άπφία, în rusă Апфия) (d. între 62 și 68, Colose) a fost o martiră creștină din perioada persecuțiilor neroniene de la mijlocul secolului I e.n. Este considerată sfântă în Bisericile Ortodoxă și Catolică. Zilele sale de sărbătorire sunt 19 februarie (în calendarul ortodox) și 22 noiembrie (în calendarul ortodox și catolic).

## Viața
Apphia este menționată în Epistola Sfântului Apostol  Pavel către Filimon, alături de Filimon (Filimon 1:2). Nu este clar dacă era soția sau sora acestuia.
Sfântul Ioan Gură de Aur o consideră soția lui Filimon.
Apfia a suferit martiriul în timpul persecuțiilor anticreștine inițiate de împăratul Nero. Ea a refuzat, împreună cu Filimon, Arhip și Onisim, să aducă ofrande zeilor romani. Toți patru au fost apoi condamnați la moarte de către guvernatorul Artokles. Apfia și Filimon au fost omorâți cu pietre.